# Elecciones al Senado de Argentina de 1898
Las Elecciones al Senado de la Nación Argentina de 1898 fueron realizadas a lo largo del mencionado año por las Legislaturas de las respectivas provincias para renovar 10 de las 30 bancas del Senado de la Nación.

## Cargos a elegir
| Provincia           | Senado    | Senado    |
| Provincia           | Senadores | A renovar |
| ------------------- | --------- | --------- |
| Buenos Aires        | 2         | —         |
| Capital Federal     | 2         | —         |
| Catamarca           | 2         | 1         |
| Córdoba             | 2         | 1         |
| Corrientes          | 2         | 1         |
| Entre Ríos          | 2         | 2         |
| Jujuy               | 2         | —         |
| La Rioja            | 2         | 2         |
| Mendoza             | 2         | —         |
| Salta               | 2         | 2         |
| San Juan            | 2         | 1         |
| San Luis            | 2         | —         |
| Santa Fe            | 2         | —         |
| Santiago del Estero | 2         | —         |
| Tucumán             | 2         | —         |
| Total               | 30        | 10        |

## Resultados por provincia
| Provincia  | Senador electo        |
| ---------- | --------------------- |
| Catamarca  | Julio Herrera         |
| Córdoba    | José Figueroa Alcorta |
| Corrientes | Valentín Virasoro     |
| Entre Ríos | Leonidas Echagüe      |
| Entre Ríos | Enrique Carbó Ortiz   |
| La Rioja   | Lidoro J. Avellaneda  |
| La Rioja   | Antonio P. García     |
| Salta      | Francisco Uriburu     |
| Salta      | Antonino Díaz         |
| San Juan   | Carlos Doncel         |

1. ↑  Renunció el 12 de octubre de 1904, lo reemplaza Felipe Yofre el 29 de abril de 1905.
2. ↑  Renunció el 15 de enero de 1899, lo reemplaza Salvador Maciá el 28 de abril de 1899.
3. ↑  Renunció el 15 de enero de 1903, lo reemplaza Leonidas Echagüe el 17 de mayo de 1904.
4. ↑  Falleció el 10 de febrero de 1906, lo reemplaza Carlos Serrey el 30 de abril de 1906.

### Capital Federal
En la elección del 26 de junio de 1898 es electo Miguel Cané para completar el mandato de Bernardo de Irigoyen (1895-1904).